# Interversion de la prescription
L'interversion de la prescription est un concept juridique qui implique la substitution d'un délai de prescription plus long à un délai plus court pour une créance donnée. L'interversion de la prescription  est prévue par le code civil français.

## Mécanisme
Avant la réforme de 2008, l'interruption de la prescription pouvait entraîner une interversion, c'est-à-dire qu'un nouveau délai, plus long étant donné qu'il s'agissait du délai trentenaire, était substitué à l'ancien. Cependant, depuis la loi n° 2008-561 du 17 juin 2008 portant réforme de la prescription en matière civile, cette interversion n'est plus à l'ordre du jour. Désormais, l'interruption fait courir un nouveau délai de même durée que l'ancien,.

## Évolution légale
La loi de 2008 a modifié ce mécanisme, limitant l'interversion aux arriérés échus postérieurement à une décision judiciaire reconnaissant une créance d'indemnité d'occupation.

## Application actuelle
Bien que de moins en moins courante, l'interversion de la prescription, qui était pratiquée avant la réforme de 2008, peut encore s'appliquer dans des cas spécifiques de prescription en matière civile. Cependant, les nouvelles règles introduites par la loi n° 2008-561 du 17 juin 2008 ont limité cette pratique et établi que désormais, l'interruption de la prescription fait courir un nouveau délai de même durée que l'ancien. Par conséquent, il est recommandé de consulter un professionnel du droit pour obtenir des détails précis sur l'application de ces règles dans des situations particulières.